# Hans von Meyenburg

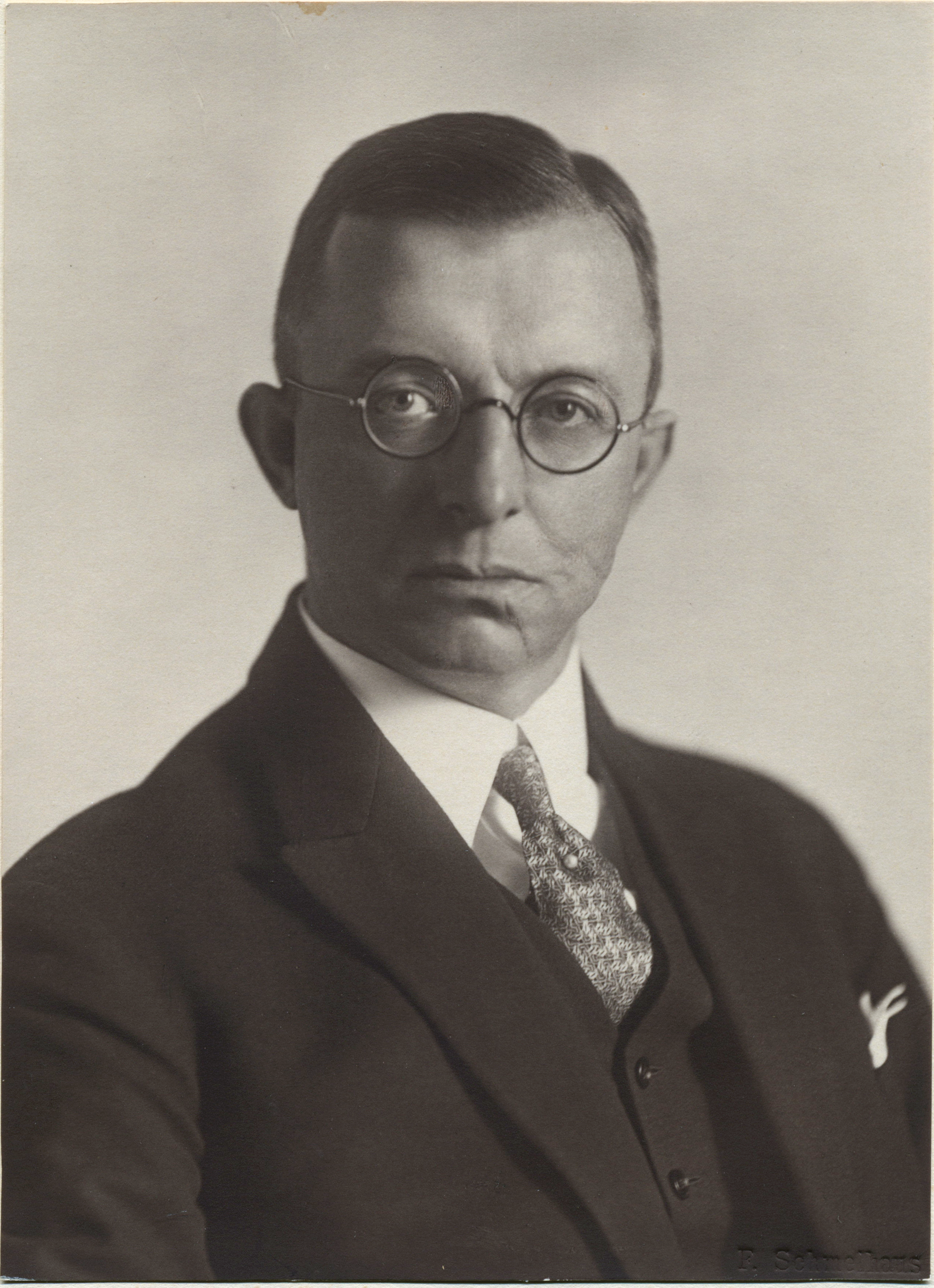
Hans von Meyenburg, um 1934

Hans Walter Friedrich Heinrich von Meyenburg (auch Hanns von Meyenburg; * 6. Juni 1887 in Dresden; † 6. November 1971) war ein Schweizer Pathologe und Hochschullehrer.

## Leben
Hans von Meyenburg wurde als Sohn des Bildhauers Victor von Meyenburg (1834–1893) und seiner Frau Konstanze geb. von May in eine adlige Schaffhauser Familie geboren. Sein Vater lebte seit 1869 in Dresden. Hanns von Meyenburg begann das Medizinstudium an der Universität Zürich. 1907 wurde er Mitglied des Corps Tigurinia Zürich. Als Inaktiver wechselte er an die Ludwig-Maximilians-Universität München. Dort wurde er 1908 auch im Corps Franconia München aktiv. Schliesslich ging er an die Christian-Albrechts-Universität Kiel und die Friedrich-Wilhelms-Universität Berlin. 1912 wurde er in Zürich zum Dr. med. promoviert. Er arbeitete zunächst in der Chirurgie bei Ferdinand Sauerbruch, wendete sich aber in München und Berlin der Pathologie zu, für die er sich 1918 bei Otto Busse in Zürich habilitierte. Im folgenden Jahr wurde er Extraordinarius an der Universität Lausanne, die ihn 1921 zum Lehrstuhlinhaber machte. 1925 folgte er dem Ruf der Universität Zürich. Von 1932 bis 1934 war er Dekan der Medizinischen Fakultät und anschliessend von 1934 bis 1936 Rektor der Universität Zürich. 1953 wurde er emeritiert. Nach ihm ist der Von-Meyenburg-Komplex benannt.
Zwei seiner Kinder, Hans von Meyenburg (1915–1995) und Gertrud Frisch-von Meyenburg (1916–2009), wurden Architekten. Gertrud von Meyenburg war von 1943 bis 1959 mit dem Architekten und Schriftsteller Max Frisch verheiratet.

## Werke
- Über die Cystenleber. Fischer, Jena 1918.
- Form und Funktion: Festrede des Rektors, gehalten an der 101. Stiftungsfeier der Universität Zürich am 28. April 1934. Orell Füssli, Zürich 1934.
- Medizinstudium und Universität: Festrede des Rektors, gehalten an der 102. Stiftungsfeier der Universität Zürich am 29. April 1934. Orell Füssli, Zürich 1935.
- Kurze Anleitung zur Vornahme von Sektionen. Selbstverlag, Zürich 1940.
- Die Schipf in Herrliberg: Chronik eines Landgutes am Zürichsee. Berichthaus, Zürich 1957.
- Der Schaffhauser Arzt und Postmeister Johann Jakob v. Meyenburg, 1665–1717, und seine Beziehungen zu den Grafen Montfort und Schönborn. Ein Kulturbild nach Briefen. Schaffhauser Nachrichten, Schaffhausen 1960.